# Onthophagus chremes
Onthophagus chremes är en skalbaggsart som beskrevs av Vladimir Balthasar 1969. Onthophagus chremes ingår i släktet Onthophagus och familjen bladhorningar. Inga underarter finns listade i Catalogue of Life.